# Mercedes-Benz Classe R
Classe R é um automóvel fabricado pela Mercedes-Benz. O veículo surgiu em 2005, sendo o primeiro MPV (monovolume) produzido pela Mercedes-Benz. O automóvel foi malsucedido comercialmente. A revista Quatro Rodas classificou-o entre os "dez carros que não fazem sentido algum".